# Hatch-Inseln
Die Hatch-Inseln sind eine kleine Gruppe felsiger Inseln, die 5 km östlich des Ivanoff Head am Kopfende der Vincennes Bay vor der Küste des ostantarktischen Wilkesland liegen. Sie markieren die Grenze zwischen der Knox-Küste und der Budd-Küste.
Erstmals kartiert wurden sie anhand von Luftaufnahmen, die bei der Operation Highjump (1946–1947) unter der Leitung des US-amerikanischen Polarforschers Richard Evelyn Byrd entstanden. Weitere Erkundungen mittels Hubschraubern erfolgten im Rahmen der von Phillip Law geleiteten Australian National Antarctic Research Expedition im Jahr 1960. Das Advisory Committee on Antarctic Names benannte die Inseln 1963 nach Ernest B. Hatch, Zugmaschinenführer der United States Navy bei der Operation Windmill (1947–1948).